# Dungmali jezik
Dungmali jezik (arthare, arthare-khesang, dungmali pûk, dungmali-bantawa; ISO 639-3: raa), sinotibetski jezik istočnokirantske podskupine mahakirantskih jezika, kojim govori 220 ljudi (2001 census) u istočnom Nepalu, sjeveroistočno od Singtang Lekha.
Prema Driemu (2001: 615) Chamling, Puma, Bantawa, Chintang i Dungmali etnički čine južnu podskupinu Centralnih Kiranta. Dijalekt: khesang (khesange).

## Vanjske poveznice
- Ethnologue (14th)
- Ethnologue (15th)